# Vanadium
Vanadium fue una banda musical de heavy metal proveniente de Italia. Ellos estuvieron entre los primeros grupos de este tipo de música que aparecen en el país y son considerados entre los más representativos de la escena italiana de heavy metal.

## Historia
La banda se formó en la ciudad de Milán en 1980, por Stefano Tessarin (guitarra), Ruggiero Zanolini (teclados), Domenico Prantera (bajo), Lio Mascheroni (batería) y Pino Scotto (voces). Musicalmente están influenciados por Deep Purple, Thin Lizzy, Uriah Heep, Black Sabbath y Judas Priest «1». Archivado desde el original el 8 de septiembre de 2014. Consultado el 1 de agosto de 2012.. Al comienzo sufrieron dificultades dado que el heavy metal aún no estaba muy difundido en su país, pero la banda expermientó el éxito tanto en su país como en el extranjero.
Su discografía incluye el primer sencillo (We Want Live Rock 'n' Roll - Durium, 1981) y ocho álbumes, uno de ellos en vivo. Su álbum debut es Metal Rock de 1982, que recibe buenas críticas. Game Over (1984), alcanza la cifra de 54.000 copias vendidas sólo en Italia. Luego le siguieron Born to Fight (1986) y Corruption of Innocence (1987). Tras el fracaso de su discográfica, grabaron su último álbum, Seventheaven y se separaron en 1990.
Se reúnen en el año 1995, se reincorporan al mercado con un álbum en italiano: Nel cuore del caos. El álbum, a pesar de la
buenas composiciones Tessarin y Prantera, la voz aún áspera de Scotto y el aporte del poeta Norman Zoia en las letras, recibe bajas ventas y, tras una larga gira, la banda se separó de nuevo para siempre «2»..

## Última formación
Stefano Tessarin - Guitarra
Ruggiero Zanolini - Teclados
Pino Scotto - Voces
Domenico Prantera - Bajo
Lio Mascheroni - Batería

## Discografía
• Metal Rock - 1982
• A Race with the devil - 1983
• Game Over - 1984
• On streets of Danger (En vivo) - 1985
• Born to Fight - 1986
• Corruption of Innocence - 1987
• Seventheaven - 1989
• Nel cuore del caos - 1995